# Drmoul
Drmoul (Duits: Dürrmaul) is een gemeente in de Tsjechische regio Karlsbad, drie kilometer ten zuidwesten van Mariënbad. De gemeente ligt op 562 meter hoogte.

## Geschiedenis
De plaats waar het dorp gebouwd is was ooit een ondoordringbare wildernis met veel bossen en moerassen. In 1366 werd het dorp echter voor de eerste keer schriftelijk genoemd, onder de naam Dürrenmaul.
Aš · 
Cheb · 
Dolní Žandov · 
Drmoul · 
Františkovy Lázně · 
Hazlov · 
Hranice · 
Krásná · 
Křižovatka · 
Lázně Kynžvart · 
Libá · 
Lipová · 
Luby · 
Mariënbad (Mariánské Lázně) · 
Milhostov · 
Milíkov · 
Mnichov · 
Nebanice · 
Nový Kostel · 
Odrava · 
Okrouhlá · 
Ovesné Kladruby · 
Plesná · 
Podhradí · 
Pomezí nad Ohří · 
Poustka · 
Prameny · 
Skalná · 
Stará Voda · 
Teplá · 
Trstěnice · 
Třebeň · 
Tři Sekery · 
Tuřany · 
Valy · 
Velká Hleďsebe · 
Velký Luh · 
Vlkovice · 
Vojtanov · 
Zádub-Závišín